# Rudolf Hussong
Rudolf Hussong (* 17. April 1903 in Eschweilerhof; † 10. Dezember 1967 in Saarbrücken) war ein deutscher Politiker (SPD/SPS).

## Leben
Nach Volksschule und Fortbildungsschule war Hussong bis zum Jahr 1920 im elterlichen Betrieb tätig, danach arbeitete er bis 1928 als Bergmann unter Tage in der Grube König in Neunkirchen.
In den Jahren 1928 bis 1933 engagierte er sich als Volontär und Jugendsekretär bei der SPD in Saarbrücken, Görlitz und Dortmund. Im Jahr 1927 besuchte er die thüringische Heimvolkshochschule Tinz, 1932 die Grenzlandvolkshochschule in Harrisleefeld. Von 1932 bis 1933 war er Hörer der Hochschule für Wirtschaft und Politik in Berlin.
Ab 1934 arbeitete er in Berlin als Kohlenarbeiter und Kraftfahrer, bis er im Jahr 1938 ein eigenes Autofuhrgeschäft gründete. 1939 wurde er als Soldat zu Wehrmacht eingezogen. Während des Zweiten Weltkriegs geriet er in sowjetische Kriegsgefangenschaft, aus der am 20. Dezember 1947 wegen Krankheit entlassen wurde.
Ab April 1948 war er Angestellter der saarländischen Regierung. Dort war er für das Arbeits- und Wohlfahrtsministerium als Referent für politische Wiedergutmachung und Kriegsgefangenenfragen tätig.
Hussong trat der SPS bei und rückte am 3. April 1956 für Peter Zimmer in den Landtag des Saarlandes nach, dem er bis zum Ende der Legislaturperiode (1960) angehörte. Ab dem 20. Oktober 1956 – nach der Fusion von SPS und SPD – war er Mitglied der SPD-Fraktion. Im Jahr 1961 zog er in den Deutschen Bundestag ein und konnte auch 1965 eine Wiederwahl erreichen. Er starb im Dezember 1967 vor Ende der Legislaturperiode; für ihn rückte Andreas Baltes nach.
Rudolf Hussong war in den Jahren 1953 bis 1955 Vorsitzender der SPS St. Johann und von 1961 bis zu seinem Tod 1967 Vorsitzender der SPD St. Johann.